# Lijst van spelers van Girondins de Bordeaux
Deze lijst omvat voetballers die bij de Franse voetbalclub Girondins de Bordeaux spelen of gespeeld hebben. De spelers zijn alfabetisch gerangschikt.

## A
- Anicet Adjamossi
- Kodjo Afanou
- Hervé Alicarte
- Clive Allen
- Klaus Allofs
- Alejandro Alonso
- Saïd Amara
- Gunnar Andersson
- Geoffrey Andrietti
- Cédric Anselin
- Nicolas Ardouin
- Henri Arnaudeau
- Claude Arribas
- Salvador Artigas
- Michel Audrain
- Olivier Auriac
- Jean Avellaneda
- William Ayache
- Floyd Ayite

## B
- Ibrahim Ba
- Jean-Pierre Bade
- Henri Baillot
- Mamadou Baldé
- Anthony Bancarel
- Abdoulaye Barry
- Laurent Batlles
- Patrick Battiston
- Paul Baysse
- Mathieu Béda
- Joseph Bell
- David Bellion
- Fahid Ben Khalfallah
- Alim Ben Mabrouk
- Abdesselem Ben Mohammed
- Ali Benarbia
- Philippe Bergeroo
- Pierre Bernard
- Beto
- André Betta
- Claudio Biaggio
- Dominique Bijotat
- Jean-Yves de Blasiis
- Patrick Blondeau
- Gilbert Bodart
- Piet den Boer
- Jérôme Bonnissel
- Edmond Boulle
- François Bracci
- Henri Braizat
- Romain Brégerie
- Bruno Basto
- Hervé Bugnet
- Robert Buigues

## C
- Raphael Camacho
- Éric Cantona
- Cédric Carrasso
- Régis Castant
- Fernando Cavenaghi
- Albert Celades
- Fernando Chalana
- Matthieu Chalmé
- Marouane Chamakh
- Bruno Cheyrou
- André Chorda
- Christian
- Michaël Ciani
- Gerald Cid
- Renaud Cohade
- Patrick Colleter
- Giuseppe Colucci
- Didier Couécou
- Laurent Croci

## D
- Bruno Da Rocha
- Stéphane Dalmat
- Jean-François Daniel
- Jean-Claude Darcheville
- Jean-Charles De Bono
- Héctor De Bourgoing
- Christian Delachet
- Marc Delaroche
- Piet den Boer
- Denilson
- Didier Deschamps
- Didier Desremeaux
- Eric Dewilder
- Vikash Dhorasoo
- Ange Di Caro
- Cheick Diabaté
- Lassina Diabaté
- Alou Diarra
- Kaba Diawara
- Souleymane Diawara
- Marcel Dib
- Jean-Luc Dogon
- Raymond Domenech
- Jean-François Domergué
- Cyril Domoraud
- André Doye
- Damien Dropsy
- Dominique Dropsy
- Pierre Ducasse
- Christophe Dugarry
- Jean-Philippe Durand
- Daniel Dutuel

## E
- Bruno Ecuele
- Eduardo Costa
- Joseph Enakarhire
- Rainer Ernst

## F
- Arnaud Faget
- Philippe Fargeon
- Julien Faubert
- Pascal Feindouno
- Jean Fernandez
- Joachim Fernandez
- Fernando
- Thierry Fernier
- Jean-Marc Ferratge
- Jean-Marc Ferreri
- Romain Ferrier
- Yannick Fischer
- Cedric Fiston
- Michel Flos
- Youssouf Fofana
- Franck Fontan
- Laurent Fournier
- Pablo Francia
- Sylvain Franco
- Jakob Friis-Hansen
- Jean-Marc Furlan

## G
- Milan Gajić
- Jean Gallice
- Rene Gallice
- Manuel Garriga
- Albert Gemmrich
- Bernard Genghini
- Bernard Gimenez
- René Girard
- Alain Giresse
- Jérôme Gnako
- Louis Gomis
- Yoan Gouffran
- Yoann Gourcuff
- Gralak
- François Grenet
- Jacques Grimmonpon
- Arnór Gudjohnsen
- Eric Guerit
- André Guesdon
- Roland Guillas

## H
- Bertus de Harder
- Jean Hediart
- Carlos Henrique
- Serge Hestroffer
- Franck Histilloles
- Roger Hitoto Congo
- Niels-Christian Holmström
- Gaetan Huard

## I
- Abderrhamane Ibrir

## J
- Daniel Jeandupeux
- David Jemmali
- Ažbe Jug
- Franck Jurietti
- Jussiê

## K
- Manfred Kaltz
- Mihalis Kapsis
- Édouard Kargulewicz
- Safouane Karim
- Abdoulaye Keita
- Wim Kieft
- Alexei Kossonogov
- Nouredine Kourichi
- Grzegorz Krychowiak

## L
- Bernard Lacombe
- Félix Lacuesta
- Philippe Lalanne
- Bernard Lambourde
- Lilian Laslandes
- Paul Lasne
- Jean-Michel Lavaud
- Ted Lavie
- Alphonse Le Gall
- Sylvain Legwinski
- Miklós Lendvai
- Jean-Louis Leonetti
- Laurent Leroy
- Patrice Lestage
- Patrick Leugueun
- Camille Libar
- Bixente Lizarazu
- José Lopez
- Léonardo Lopez
- Albert Lottin
- Philippe Lucas
- Peter Luccin

## M
- Mustapha M'Barek
- Moussa Maazou
- Florian Marange
- Márcio Santos
- Marco Caneira
- Patrice Marquet
- Antoine Martinez
- Corentin Martins
- Christophe Marx
- Robin Maulun
- Rio Mavuba
- Alfredo Megido
- Caspar Memering
- Fernando Menegazzo
- Stanley Menzo
- Camel Meriem
- Francis Meynieu
- Frederic Meyrieu
- Johan Micoud
- Michel Milojevic
- Paulo Miranda
- Roland Mitoraj
- Anthony Modeste
- Wilfried Moimbe
- Pascal Montbrun
- Christian Montes
- Muhamed Mujić
- Dieter Müller
- Kiki Musampa

## N
- Sylvain N'Diaye
- Pierre Nabat
- Robert Nouzaret
- Casimir Novotarski

## O
- George O'Boyle
- Gabriel Obertan
- Kevin Olimpa
- Jesper Olsen
- Yksel Osmanovski

## P
- Stéphane Paille
- Dragan Pantelić
- Jean-Pierre Papin
- Bernard Pardo
- Marc Pascal
- Pedro Pauleta
- Paulo Costa
- Michel Pavon
- Théo Pellenard
- Edixon Perea
- Iván Pérez
- Lionel Perez
- Robert Peri
- Christian Peruchini
- Pascal Philippe
- Diego Placente
- Stephane Plancque
- Roger Planté
- Marc Planus
- Jaroslav Plašil
- Joseph Plesiak
- Mauricio Pochettino
- William Prunier

## Q
- Yannick Quesnel
- Erwan Quintin

## R
- Ulrich Ramé
- Philippe Raschke
- Rene Rebibo
- Uwe Reinders
- Francois Remetter
- Ricardinho
- Teddy Richert
- Robert Rico
- Albert Riera
- Laurent Robuschi
- Alain Roche
- Gernot Rohr
- Alphonse Rolland
- Cyril Rool
- Jean-Paul Rostagni
- Jean-Christophe Rouviere
- Frédéric Roux

## S
- Nicolas Sahnoun
- Omar Sahnoun
- Henri Saivet
- Emiliano Sala
- Ronan Salaun
- Christophe Sanchez
- Ludovic Sané
- Salif Sané
- Márcio Santos
- Matthieu Saunier
- Niša Saveljić
- Vujadin Savić
- Sávio
- Enzo Scifo
- Didier Senac
- Philippe Sence
- Grégory Sertić
- Jacky Simon
- Alexeï Smertin
- Vladimír Šmicer
- Gérard Soler
- David Sommeil
- Kévin Soni
- Deivid de Souza
- Léonard Specht
- Yannick Stopyra
- Jean Swiatek

## T
- Daniel Tallineau
- Thiago Ribeiro
- Didier Tholot
- Jean-Christophe Thouvenel
- Jean Tigana
- Nambatingue Toko
- Jean-Pierre Tokoto
- Víctor Manuel Torres
- José Toure
- Geoffroy Toyes
- Abdou Traore
- Madimoussa Traoré
- Benoît Trémoulinas
- Marius Trésor
- Kevin Tunani
- Thierry Tusseau

## U
- Kalu Uche

## V
- Tony Vairelles
- Mathieu Valbuena
- Valdeir
- Mathieu Valverde
- Georges Van Straelen
- Mirza Varesanovic
- Christophe Vecchioni
- Philippe Vercruysse
- Jacky Vergnes
- Patrick Vervoort
- Zlatko Vujović
- Zoran Vujović
- Ivan Vukomanovic
- Moca Vukotić

## W
- Wendel Geraldo Maurício e Silva
- Marc Wilmots
- Sylvain Wiltord
- Richard Witschge

## Z
- Marc Zanotti
- Bernard Zenier
- Stéphane Ziani
- Zinédine Zidane